# Anna Karenina (filme de 1985)
Anna Karenina é um telefilme de drama romântico norte-americano de 1985, dirigido por Simon Langton. O filme é uma adaptação do romance homônimo do escritor russo Liev Tolstói.

## Elenco
- Jacqueline Bisset - Anna Karenina
- Christopher Reeve - Conde Vronsky
- Paul Scofield - Karenin
- Ian Ogilvy - Stiva
- Anna Massey - Betsy
- Joanna David - Dolly
- Judi Bowker - Kitty
- Valerie Lush - Annushka
- Judy Campbell - Condessa Vronsky